# Oak Bluffs
Oak Bluffs és una població dels Estats Units a l'estat de Massachusetts. Segons el cens del 2008 tenia 3.735 habitants.

## Demografia
Segons el cens del 2000, Oak Bluffs tenia 3.713 habitants, 1.590 habitatges, i 914 famílies. La densitat de població era de 194,5 habitants/km².
Dels 1.590 habitatges en un 27,7% hi vivien nens de menys de 18 anys, en un 44,3% hi vivien parelles casades, en un 9,4% dones solteres, i en un 42,5% no eren unitats familiars. En el 32,6% dels habitatges hi vivien persones soles el 13% de les quals corresponia a persones de 65 anys o més que vivien soles. El nombre mitjà de persones vivint en cada habitatge era de 2,33 i el nombre mitjà de persones que vivien en cada família era de 2,94.
Per edats la població es repartia de la següent manera: un 22,6% tenia menys de 18 anys, un 6% entre 18 i 24, un 31,9% entre 25 i 44, un 24,8% de 45 a 60 i un 14,8% 65 anys o més.
L'edat mediana era de 39 anys. Per cada 100 dones de 18 o més anys hi havia 93,2 homes.
La renda mediana per habitatge era de 42.044 $ i la renda mediana per família de 53.841$. Els homes tenien una renda mediana de 39.113 $ mentre que les dones 31.797$. La renda per capita de la població era de 23.829$. Entorn del 6,2% de les famílies i el 8,4% de la població estaven per davall del llindar de pobresa.